# Научно-исследовательский институт экспериментальной медицины (Берлин)
Научно-исследовательский институт экспериментальной медицины — исследовательский центр в Берлине. Это здание известно как Мышиный Бункер или Mäusebunker . До 2003 года его официальное название — Центральные лаборатории животных Свободного университета Берлина. Название «Мышиный бункер» (нем. Mäusebunker) возникло в связи с общим обликом здания, напоминающим защитное сооружение: с наклонными внешними стенами, вентиляционными трубами, напоминающими стволы орудий, и прочной бетонной оболочкой.

## Расположение
Входит в состав кампуса Бенджамин Франклин клиники Шарите, расположенного в берлинском районе Лихтерфельде. Здание ориентировано с севера на юг и расположено на берегу Тельтов-канала.

## Архитектурное описание
Образец архитектуры брутализма. Отличительными особенностями проекта являются пирамидальная форма здания и выступающие многочисленные вентиляционные трубы синего цвета. Внешняя оболочка выполнена из бетонных панелей. На длинных фасадах размещены треугольные окна-эркеры.
Каждый второй этаж здания спроектирован как технический (для размещения больших вентиляционных систем) и имеет высоту 2,7 метра. Высота обычного этажа, где расположены лаборатории, – 3,2 метра. Внутри этажи разделяются на большое количество помещений. Во внутренней отделке использована нержавеющая сталь, в частности, в конструкции дверей и стен, разделяющих лаборатории.

## Использование
НИИ экспериментальной медицины был построен для проведения испытаний на живых животных. В учреждении также разводили животных для экспериментов, обеспечивая необходимые стерильные условия и максимальный контроль. Институт расположен в непосредственной близости от Медицинского центра Бенджамина Франклина и Института гигиены и микробиологии. Эти три объекта были построены, чтобы обеспечивать необходимую инфраструктуру для разработки и применения новых лекарств и вакцин.
Из-за риска несчастных случаев, загрязнения асбестом и больших затрат на реконструкцию Шарите в 2012 году приняло решение о строительстве нового комплекса для института на территории камбуза Берлин-Бух. Строительство началось в 2015 году, новое здание центра исследовательской медицины введено в эксплуатацию в 2019 году. Здание Мышиного бункера после переезда института осталось заброшенным.

## Планирование и строительство
Архитекторами Мышиного бункера являются супруги Герд и Магдалена Хэнска. Проектирование началось между 1965 и 1967 годами (точная дата неизвестна), а строительство – в 1971 году. К тому времени Герд и Магдалена Хэнска уже работали отдельно, поэтому дальнейшую работу над проектом продолжал только Герд Хэнска. Детальное планирование и строительство с 1971 по 1981 год проходили под руководством Герда Хэнска и Курта Шмерсова. С 1975 по 1978 год строительство останавливалось из-за высокой стоимости работ.
Для проверки конструкции и материалов рядом с основной стройкой сначала было построено экспериментальное здание – малый Мышиный бункер, который впоследствии был снесён.

## Реакция
С самого начала здание считалось спорным. Зловещий дизайн и использование для испытаний на животных не понравились широкой публике. С годами здание становится все более популярным среди любителей брутальной архитектуры . Многочисленные международные публикации называют Мышиный бункер выдающимся примером брутализм в Германии.
Внимание к зданию возросло после того, как его нынешний владелец, Шарите, объявил о планах сноса. Архитектор Гуннар Клак и историк искусства Феликс Торкар в 2020 году инициировали петицию о сохранении здания. Дискуссия о будущем Мышиного бункера освещалась в международных изданиях. Мышиный бункер упоминается в связи с другими международными примерами бруталистских зданий и их перспективами: центральный автовокзал Тель-Авива в Израиле или Вильнюсский дворец концертов и спорта в Литве.
Кинорежиссер Натан Эдди снял документальный фильм «Морской бой Берлин», в котором рассказывается о Научно-исследовательском институте экспериментальной медицины и Институте гигиены и микробиологии, расположенном по соседству. После долгих дебатов в мае 2023 года здание наконец было внесено в список объектов культурного наследия.

## Внешние ссылки
- На Викискладе есть медиафайлы по теме Research Institutes for Experimental Medicine

## Рекомендации
1. ↑  Research Institutes for Experimental Medicine. experimentelle-medizin.charite.de. Charité Berlin. Архивировано 29 сентября 2023 года.
2. ↑  Todesfälle: Asbest im „Mäusebunker“ der Charité. web.archive.org (29 января 2024). Дата обращения: 29 января 2024. Архивировано 29 января 2024 года.
3. ↑  Wayback Machine. web.archive.org. Дата обращения: 29 января 2024. Архивировано 29 января 2024 года.
4. ↑  Charité: Berlin zahlt 34,6 Millionen Euro für neues Tierversuchshaus. web.archive.org (29 января 2024). Дата обращения: 29 января 2024. Архивировано 29 января 2024 года.
5. ↑  Van Mead, Nick. Brutalist buildings under threat – in pictures. The Guardian.
6. ↑  Crook, Lizzie. Nathan Eddy documents under-threat brutalist Mäusebunker building in Battleship Berlin film. dezeen.com. Dezeen. Дата обращения: 29 января 2024. Архивировано 3 марта 2024 года.
7. ↑  SOS Brutalism. — [English edition]. — Zurich, Switzerland, 2017. — ISBN 978-3-03860-075-6.
8. ↑  Hickley, Cathrine. Berlin's residents rally to save city's Brutalist building that was once a laboratory for animal experiments. The Art Newspaper. Дата обращения: 29 января 2024. Архивировано 11 августа 2023 года.
9. ↑  The Inspiring Fight On The Ground To Save Berlin's At-Risk Brutalism. Greyscape. Дата обращения: 29 января 2024. Архивировано 3 декабря 2023 года.
10. ↑  Moody, Oliver. Architects battle to save 'brutal' features of Berlin design history. The Times. Дата обращения: 29 января 2024. Архивировано 11 августа 2023 года.
11. ↑  Hindahl, Philipp. A Treasure of Berlin Brutalism on the Brink of a Transhumanist Future (англ.). pinupmagazine.org (18 января 2022). Дата обращения: 19 января 2022. Архивировано 14 февраля 2022 года.
12. ↑  Zandberg, Esther. מאז הקמתם שני הבניינים האלה ספגו גינויים, אחד מהם זוכה פתאום לתהילה. הארץ (иврит). Архивировано 3 февраля 2022. Дата обращения: 3 февраля 2022.
13. ↑  Maršrutas nr. 157 - Berlynas I d. Pelių bunkeris, Mozės namas, AEG Turbinų fabrikas, Filharmonija. Дата обращения: 29 января 2024. Архивировано 11 августа 2023 года.
14. ↑  Nathan Eddy documents under-threat brutalist Mäusebunker building in Battleship Berlin film (англ.). Dezeen (29 октября 2021). Дата обращения: 24 июня 2022. Архивировано 12 августа 2022 года.
15. ↑  Battleship Berlin « Upcoming Programs « Engage « Chicago Architecture Biennial (англ.). chicagoarchitecturebiennial.org. Дата обращения: 24 июня 2022. Архивировано 26 декабря 2021 года.
16. ↑  Neu unter Denkmalschutz: "Mäusebunker" im Rahmen des Modellverfahrens Mäusebunker unter Schutz gestellt (нем.). www.berlin.de (25 мая 2023). Дата обращения: 25 мая 2023. Архивировано 25 мая 2023 года.